# Heinrich Franz von Barner

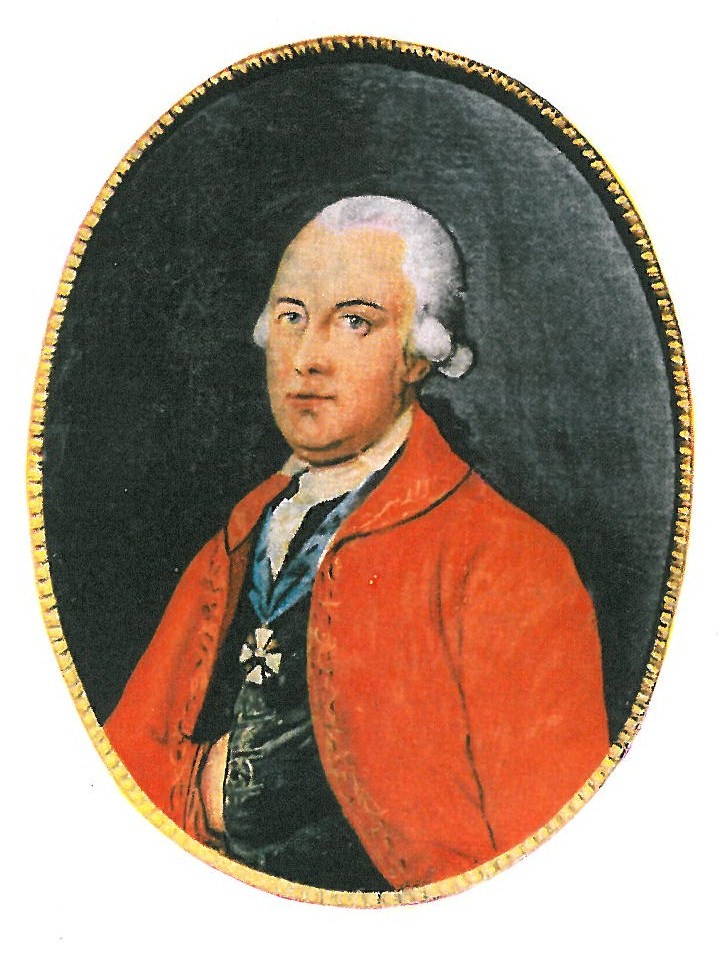
Heinrich Franz von Barner mit Kapitelskreuz

Heinrich Franz von Barner, auch Hinrich Franz von Barner (* 16. Februar 1753 in Bülow; † 1. März 1789 in Lübeck) war ein mecklenburgischer Gutsbesitzer, dänischer Kammerherr und Domherr in Lübeck.

## Leben
Heinrich Franz von Barner entstammte dem alten mecklenburgischen Adelsgeschlecht von Barner. Er war der jüngste Sohn des mecklenburgischen ständischen Landrats und dänischen Konferenzrats Magnus Friedrich (III) von Barner (1723–1792) und dessen zweiter Frau Henriette Sophia Katharina, geb. von Stralendorff (1733–1754). Sein Vater, der dem Herzog auch zu diplomatischen Missionen diente, hatte ein großes Vermögen erworben und war Gutsherr auf Bülow, Badegow (Wessin), Klein-Görnow (Sternberg), Groß- und Klein Trebbow, Trams (Jesendorf) und Moltow (Hohen Viecheln), Barner Stück und Böken (Alt Meteln). Er war insgesamt fünfmal verheiratet.
Schon im Alter von acht Jahren erhielt Barner am 3. Februar 1762 eine Präbende im Lübecker Domkapitel, als der Domherr und Senior des Kapitels, Hans von Brömbsen († 1764), turnusgemäß das Vorschlagsrecht hatte. 
Von 1769 bis 1770 besuchte er die Ritterakademie in Lüneburg. Ab Sommer 1770 studierte er an der herzoglichen Universität Bützow Artes Liberales und Rechtswissenschaften.
Nach seinem Studium begann er seine Residenz als Domherr in Lübeck. Seine Amtszeit im Kapitel war geprägt von den Veränderungen nach dem Vertrag von Zarskoje Selo, durch den Fürstbischof Friedrich August zugleich Herzog von Oldenburg geworden war. Barner gehörte dem Kapitel an, als es 1777 anstelle des geisteskranken Erbprinzen Peter Friedrich Wilhelm dessen Cousin Peter Friedrich Ludwig zum Koadjutor mit dem Recht der Nachfolge wählte. Am 17. Januar 1781 ernannte der dänische König Christian VII. Barner zum königlich dänischen Kammerherrn. 1782 erhielt er das Nießbrauchsrecht des Familienfideikommisses Klein Trebbow.
Heinrich Franz von Barner war seit dem 23. Juni 1774  verheiratet mit Eva Friederike, geb. von Ditten († April 1816 in Charlottenburg), einer Tochter des Hauptmanns Friedrich Ludwig von Ditten auf Werle und Balow und der Eva Oelgard Luise von Ditten.
Er starb im Alter von 36 Jahren durch einen Sturz vom Pferd. Da er ohne Nachkommen geblieben war, kam Trebbow an seinen (Halb)bruder, den Schweriner Hofmarschall Levin Joachim von Barner († 1801) und dann an einen Neffen Heinrich Franz Ludwig von Barner (1784–1868).